# Annika Sieff
Annika Sieff née le 27 octobre 2003 à Cavalese est une coureuse italienne du combiné nordique et sauteuse à ski. 

## Biographie
Membre du club US Lavaze, elle obtient son premier podium en combiné nordique, à l'occasion de la Coupe OPA à Klingenthal en août 2016. En saut à ski, elle finit deuxième de cette compétition en 2019-2020.
En août 2019, alors âgée de 15 ans, elle dispute sa première manche du Grand Prix d'été, à Oberwiesenthal, où elle remporte la compétition par équipes mixtes avec Alessandro Pittin, Veronica Gianmoena et Samuel Costa et se classe quatrième en individuel. 
En décembre 2020, elle prend part a la toute nouvelle Coupe du monde de combiné nordique pour les femmes, arrivant neuvième de la première course, qui est disputée à Ramsau.
Sa sœur Arianna concourt également en combiné nordique.

## Palmarès

### Championnats du monde
| Épreuve / Édition        | Individuel     | Individuel |
| Épreuve / Édition        | Petit tremplin |            |
| Mondiaux 2021 Oberstdorf | 6e             |            |

### Coupe du monde
- Meilleur classement général : 4e en 2023.
- 5 podiums : 3 deuxièmes et 2 troisièmes places.

#### Différents classements en Coupe du monde
| Année     | Classement général final |
| 2020-2021 | 9e                       |
| 2021-2022 | 5e                       |
| 2022-2023 | 4e                       |

### Grand Prix
- Meilleur classement général : 5e en 2021.
- 2 podiums dont 1 victoire en épreuve par équipes mixtes.
- Trois podiums individuels.

### Jeux olympiques de la jeunesse
- Médaille de bronze par équipes mixtes (combiné, saut, ski de fond) en 2020 à Lausanne.